# Life on the Murder Scene
Life on the Murder Scene – album koncertowy zespołu My Chemical Romance, wydany w 2006 roku. Całość to dwie płyty DVD i jedna CD. Pierwsza płyta DVD (biała) jest o całokształcie twórczości My Chemical Romance. Druga płyta DVD (czarna) zawiera fragmenty koncertów, teledyski „I’m Not Okay (I promise)”, „Helena” i „The Ghost of You” oraz jak zostały nakręcane. Na płycie CD znalazło się 11 piosenek z różnych źródeł, głównie koncertów.

## Lista utworów
Opracowano na podstawie materiału źrodłowego:.

### CD
| Live from MTV2 2$ Bill | Live from MTV2 2$ Bill    | Live from MTV2 2$ Bill |
| Nr                     | Tytuł utworu              | Długość                |
| ---------------------- | ------------------------- | ---------------------- |
| 1.                     | „Thank You For The Venom” | 3:50                   |
| 2.                     | „Cemetery Drive”          | 3:17                   |
| 3.                     | „Give 'Em Hell, Kid”      | 2:21                   |
|                        |                           | 9:28                   |

| Live at the Starland Ballroom | Live at the Starland Ballroom | Live at the Starland Ballroom |
| Nr                            | Tytuł utworu                  | Długość                       |
| ----------------------------- | ----------------------------- | ----------------------------- |
| 1.                            | „Headfirst For Halos”         | 2:43                          |

| Live from Sessions@AOL | Live from Sessions@AOL                            | Live from Sessions@AOL |
| Nr                     | Tytuł utworu                                      | Długość                |
| ---------------------- | ------------------------------------------------- | ---------------------- |
| 1.                     | „Helena”                                          | 3:37                   |
| 2.                     | „You Know What They Do To Guys Like Us In Prison” | 3:12                   |
| 3.                     | „The Ghost Of You”                                | 3:26                   |
| 4.                     | „I’m Not Okay (I Promise)”                        | 3:08                   |
|                        |                                                   | 13:23                  |

| Wcześniej niewydane | Wcześniej niewydane                              | Wcześniej niewydane |
| Nr                  | Tytuł utworu                                     | Długość             |
| ------------------- | ------------------------------------------------ | ------------------- |
| 1.                  | „I Never Told You What I Do For A Living” (Demo) | 3:44                |
| 2.                  | „Bury Me In Black” (Demo)                        | 2:38                |
| 3.                  | „Desert Song”                                    | 3:51                |
|                     |                                                  | 10:13               |

### DVD 1
| Nr | Tytuł utworu  | Długość |
| -- | ------------- | ------- |
| 1. | „Video Diary” | 121:39  |

### DVD 2
| Występy na żywo | Występy na żywo                                        | Występy na żywo |
| Nr              | Tytuł utworu                                           | Długość         |
| --------------- | ------------------------------------------------------ | --------------- |
| 1.              | „I’m Not Okay (I Promise)”                             |                 |
| 2.              | „Cemetery Drive”                                       |                 |
| 3.              | „Our Lady of Sorrows”                                  |                 |
| 4.              | „Honey This Mirror Isn’t Big Enough For The Two Of Us” |                 |
| 5.              | „You Know What They Do To Guys Like Us In Prison”      |                 |
| 6.              | „Head First For Halos”                                 |                 |
| 7.              | „The Ghost Of You”                                     |                 |
| 8.              | „Thank You For The Venom”                              |                 |
| 9.              | „Give 'em Hell, Kid”                                   |                 |
| 10.             | „Vampires Will Never Hurt You”                         |                 |
| 11.             | „Helena”                                               |                 |

| Występy w telewizji | Występy w telewizji                                             | Występy w telewizji |
| Nr                  | Tytuł utworu                                                    | Długość             |
| ------------------- | --------------------------------------------------------------- | ------------------- |
| 1.                  | „I’m Not Okay (I Promise)” (from Late Night with Conan O’Brien) |                     |
| 2.                  | „I’m Not Okay (I Promise)” (Live from Discover and Download)    |                     |

| Występy online | Występy online                                                             | Występy online |
| Nr             | Tytuł utworu                                                               | Długość        |
| -------------- | -------------------------------------------------------------------------- | -------------- |
| 1.             | „Helena” (live from Sessions@AOL)                                          |                |
| 2.             | „I’m Not Okay (I Promise)” (live from Sessions@AOL)                        |                |
| 3.             | „The Ghost Of You” (live from Sessions@AOL)                                |                |
| 4.             | „You Know What They Do To Guys Like Us In Prison” (live from Sessions@AOL) |                |
| 5.             | „I’m Not Okay (I Promise)” (live at launch)                                |                |
| 6.             | „Helena” (live at launch)                                                  |                |

| Teledyski | Teledyski                                     | Teledyski |
| Nr        | Tytuł utworu                                  | Długość   |
| --------- | --------------------------------------------- | --------- |
| 1.        | „I’m Not Okay (I Promise)” (Version 1)        |           |
| 2.        | „I’m Not Okay (I Promise)” (Version 2)        |           |
| 3.        | „Making The Video „I’m Not Okay (I Promise)”” |           |
| 4.        | „Helena”                                      |           |
| 5.        | „Making The Video „Helena””                   |           |
| 6.        | „The Ghost Of You”                            |           |
| 7.        | „Making The Video „The Ghost Of You””         |           |